# 2244 Tesla
Tesla (asteróide 2244) é um asteróide da cintura principal, a 2,3028556 UA. Possui uma excentricidade de 0,1809455 e um período orbital de 1 721,96 dias (4,72 anos).
Tesla tem uma velocidade orbital média de 17,76297837 km/s e uma inclinação de 7,81675º.
Esse asteróide foi descoberto em 22 de Outubro de 1952 por Milorad Protić.
Seu nome é uma homenagem ao físico sérvio Nikola Tesla.